# 第128師団 (日本軍)
第128師団（だいひゃくにじゅうはちしだん）は、大日本帝国陸軍の師団の一つ。

## 沿革
太平洋戦争末期、多くの師団が満州から南方などに転用されたことに伴い、満州防衛強化を目的として1945年（昭和20年）1月16日に軍令陸甲下令により、第121・第122・第123・第124・第125・第126・第127・第128師団の8個師団の編成が発令された。 
第128師団は、朝鮮半島へ転出した第120師団の残留者を基幹に、第1国境守備隊、第2国境守備隊、第11国境守備隊の一部を加えて編成され、4月10日に牡丹江省で編成を完了し第3軍に編入された。その後、独立混成第132旅団が指揮下に入り、第128師団主力は羅子溝付近に所在し、ソ連対日参戦を迎えた。
1945年8月13日から14日にかけて、ソ連軍は羅子溝の陣地に猛攻撃を加えた。第128師団は支えきれず羅子溝西方の樺皮旬子の陣地に後退し、その地で停戦となった。

## 師団概要

### 歴代師団長
- （心得）水原義重 少将：1945年（昭和20年）1月20日[1] - 1945年3月10日
- 水原義重 中将：1945年（昭和20年）3月10日 - 終戦[2]

### 参謀長
- 石橋忠雄 中佐：1945年（昭和20年）1月25日 - 終戦[3]

### 最終司令部構成
- 参謀長：石橋忠雄大佐
  - 参謀：下川久少佐

### 最終所属部隊
- 歩兵第283連隊（金沢）：石丸繁雄大佐
- 歩兵第284連隊（富山）：松吉赳夫大佐
- 歩兵第285連隊（富山）：阿久刀川赳夫大佐
- 野砲兵第128連隊：勝又文雄少佐
- 第128師団挺進大隊
- 第128師団通信隊
- 第128師団工兵隊
- 第128師団輜重隊